# Crims irlandesos. Els perseguidors de noies
Crims irlandesos. Els perseguidors de noies (originalment en alemany, Der Irland-Krimi: Mädchenjäger) és una pel·lícula policial alemanya del 2019 dirigida per Züli Aladağ. És la segona pel·lícula de la sèrie de pel·lícules criminals d'ARD Crims irlandesos. Désirée Nosbusch interpreta la psicòloga policial Cathrin Blake, al costat de Declan Conlon, Mercedes Müller, Rafael Gareisen, Vincent Walsh, Chris Newman i Robert McCormack.
El rodatge va tenir lloc entre el 21 de setembre i el 26 de novembre de 2018 a Galway al mateix temps que la primera pel·lícula Els morts de l'abadia Glenmore. La pel·lícula es va emetre per primera vegada el 31 d'octubre de 2019 en horari de màxima audiència al canal Das Erste i va ser vist per 4,94 milions d'espectadors, que corresponia a una quota de mercat del 17,2 %. El 18 de juny de 2022 es va estrenar la versió doblada al català a TV3.

## Sinopsi
La Cathrin fa acompanyament terapèutic a en Nathan, un noi gitano que temps enrere va intentar suïcidar-se. Conscient de la seva responsabilitat familiar, el noi accepta boxejar en un combat clandestí per recollir diners pel casament de la seva germana. Casualment, una noia de la mateixa comunitat d'en Nathan, amb qui ell estava molt unit, desapareix durant les noces i totes les sospites recauen d'entrada sobre ell.